# FK Palanga
FK Palanga (lit. Futbolo Klubas Palanga) – litewski klub piłkarski z siedzibą w Połądze na zachodzie kraju.

## Historia
Chronologia nazw:
- 1957: Nemunas Połąga
- 1960: Statybininkas Połąga
- 1965: Statyba Połąga
- 1966: Naglis Połąga
- 1968: KER Połąga
- 1970: Gintaras Połąga
- 2005: klub rozwiązano
- 2010: FK Palanga

Klub Piłkarski Nemunas został założony w mieście Połąga w 1957 roku. Nazwa pochodziła od nazwy rzeki Niemen. Wtedy nazwy drużyn często się zmieniały: w 1960 roku klub zmienił nazwę na Statybininkas Połąga (Konstruktor), w 1965 na Statyba Połąga (Budownlaniec), w 1966 na Naglis Połąga, a w 1968 na KER Połąga.
W 1970 roku klub otrzymał nazwę Gintaras Połąga i potem występował w mistrzostwach Litewskiej SRR. Od 1991 roku – W 1997 r. Drużyna „Amber” rywalizowała w III lidze, od 2001 r. – w II lidze, ale w 2005 roku zespół został rozwiązany. W tymże roku zespół startował w rozgrywkach w II lidze (grupa Rytai).
Po uzyskaniu niepodległości przez Litwę w 1990 roku i organizowaniu własnych mistrzostw klub został przydzielony do trzeciej ligi. W sezonie 1991 zajął 6.miejsce w strefie Małej Litwy. Latem 1991 po reorganizacji systemu lig klub pozostał w trzeciej lidze. Po zakończeniu sezonu 1993/94 spadł do czwartej ligi. W sezonie 1996/97 zajął 4.miejsce w strefie Kłajpedy, ale potem zrezygnował z występów. Dopiero po kilku latach powrócił do rozgrywek krajowych w sezonie 2001/02. Zespół startował w drugiej lidze, gdzie zajął 4.miejsce w strefie zachodniej. W następnym sezonie 2002/03 znów był czwartym. Ale po przejściu na system wiosna-jesień sezon 2003 zakończył na ostatnim 10.miejscu w strefie zachodniej i spadł do trzeciej ligi. W 2005 po powrocie do drugiej ligi zajął 10.miejsce w strefie zachodniej, ale potem został rozwiązany.
W 2010 klub został reaktywowany jako FK Palanga. W sezonie 2011 zajął pierwsze miejsce w strefie zachodniej drugiej ligi i awansował do pierwszej ligi. W sezonie 2012 zajął 8.miejsce. W kolejnych sezonach 2013 i 2014 był na 12.pozycji. Sezon 2015 zakończył na 5.lokacie. W 2016 zajął drugie miejsce, a w 2017 zwyciężył w I lidze i otrzymał awans do najwyższej ligi Mistrzostw Litwy.

## Miejsca w ligach krajowych
- 2018 – 7. miejsce – A Lyga

## Sukcesy

### Trofea międzynarodowe
Nie uczestniczył w rozgrywkach europejskich (stan na 17-01-2019).

### Trofea krajowe
| \| \| Zdobyte trofea w rozgrywkach Litwy (stan na: 17-01-2019) \| |                                                          |      |          |
| Rozgrywki                                                         | Osiągnięcie                                              | Razy | Sezon(y) |
| Mistrzostwo                                                       | I miejsce                                                | 0    |          |
| Mistrzostwo                                                       | II miejsce                                               | 0    |          |
| Mistrzostwo                                                       | III miejsce                                              | 0    |          |
| Mistrzostwo                                                       | 7. miejsce                                               | 1    | 2018     |
| Puchar                                                            | zdobywca                                                 | 0    |          |
| Puchar                                                            | finalista                                                | 0    |          |
| Puchar                                                            | 1/4 finału                                               | 1    | 2018     |
| II liga                                                           | I miejsce                                                | 1    | 2017     |
| II liga                                                           | II miejsce                                               | 1    | 2016     |
| II liga                                                           | III miejsce                                              | 0    |          |
| Litwa                                                             | Zdobyte trofea w rozgrywkach Litwy (stan na: 17-01-2019) |      |          |

- II lyga:
  - mistrz (1x): 2011 (strefa zachodnia)

## Stadion
Klub rozgrywa swoje mecze domowe na stadionie Centralnym w Połądze, który może pomieścić 1000 widzów.

## Aktualny skład
Stan na 30 sierpnia 2019
| 31 | BR | Marius Paukštė       |  |  |  |  |  |  |
|    |    |                      |  |  |  |  |  |  |
| 2  | OB | Aurimas Tručinskas   |  |  |  |  |  |  |
| 3  | OB | Vladislavas Kuzminas |  |  |  |  |  |  |
| 6  | OB | Matvejus Guiganovas  |  |  |  |  |  |  |
| 14 | OB | Andrew Lebre         |  |  |  |  |  |  |
| 17 | OB | Laurynas Bauža       |  |  |  |  |  |  |
| 34 | OB | Klimas Gusočenka     |  |  |  |  |  |  |
|    |    |                      |  |  |  |  |  |  |
| 4  | PO | Mindaugas Vitkauskis |  |  |  |  |  |  |
| 7  | PO | Klaudijus Upstas     |  |  |  |  |  |  |
| 8  | PO | Sergejus Mošnikovas  |  |  |  |  |  |  |

| 11 | PO | Giorgi Diakvnishvili |  |  |  |  |  |  |
| 14 | PO | Alan Facundo Torres  |  |  |  |  |  |  |
| 21 | PO | Sergejus Rusakas     |  |  |  |  |  |  |
| 24 | PO | Andrejus Jakovlevas  |  |  |  |  |  |  |
| 26 | PO | Josip Jurjević       |  |  |  |  |  |  |
| 30 | PO | Andrejus Kirilinas   |  |  |  |  |  |  |
| 49 | PO | Erikas Jonauskis     |  |  |  |  |  |  |
| 88 | PO | Vladimirs Stepanovs  |  |  |  |  |  |  |
| 90 | PO | Tadas Eliošius       |  |  |  |  |  |  |
|    |    |                      |  |  |  |  |  |  |
| 20 | NA | Sam Shaban           |  |  |  |  |  |  |
| 27 | NA | Yao N‘Goranas        |  |  |  |  |  |  |
| 33 | NA | Dominykas Jakočiūnas |  |  |  |  |  |  |

## Trenerzy
...
- 2010–2013:  Vaidas Liutikas
- 2014–2018:  Valdas Trakys
- 2019:  Artiom Gorlow
- 2019:  Wiaczasłau Hieraszczanka[3]
- 2019:  Algimantas Briaunys

## Inne
- Atlantas Kłajpeda